# Bartolomeo Averoldi
Bartolomeo Averoldi (Brescia, 1413 circa – Verona, 1503) è stato un arcivescovo cattolico italiano.

## Biografia
Al termine degli studi a Bologna, Bartolomeo Averoldi aderì all'Ordine degli Umiliati, e a soli 23 anni e a capo della prepositura di Contignaga. Passa poi alla parrocchia di Gambara, ed è poi chiamato a ricoprire la carica di vicario dell'Ordine. Stava allora cercando di ottenere la guida dell'abbazia di Sant'Eufemia a Brescia, quando invece il papa stesso, nel 1451, lo chiamò a presiedere la bene più ricca Badia Leonense. Il monastero di Leno era, a quel tempo, in grosse difficoltà e andava prendendo piede l'ipotesi di aggregarlo alla riformata Congregazione Cassinese che faceva capo a Santa Giustina di Padova. L'Averoldi nel 1471 infatti stipulò l'ingresso dell'abbazia di Leno nella Congregazione, come per altro avevano già fatto molti altri istituti benedettini, ma non se ne fece nulla. Così otto anni più tardi il vescovo di Spalato, Pietro Foscari, avanzò la proposta di scambiare la sede vescovile dalmata con la cessione in commenda del monastero lenese. L'Averoldi, persona più interessata all'avanzamente carrieristico piuttosto che al benessere della comunità benedettina di Leno, accettò la richiesta del Foscari, ricevendo così la cattedra episcopale. Ma l'ambizioso carattere di Averoldi non poté accontentarsi della periferica Spalato e profuse tutto il suo impegno per ottenere diocesi più rilevanti come Treviso e soprattutto Brescia, ma senza risultato. La morte lo colse a Verona nel 1503.

## Successione apostolica
La successione apostolica è:
- Vescovo Vincenzo de Andreis, O.P. (1494)